# Stanisław Hroboni
Stanisław Florian Hroboni (ur. 4 maja 1902 w Stryju, zm. wiosną 1940 w Katyniu) – polski inżynier mechanik, podporucznik rezerwy piechoty Wojska Polskiego, ofiara zbrodni katyńskiej.

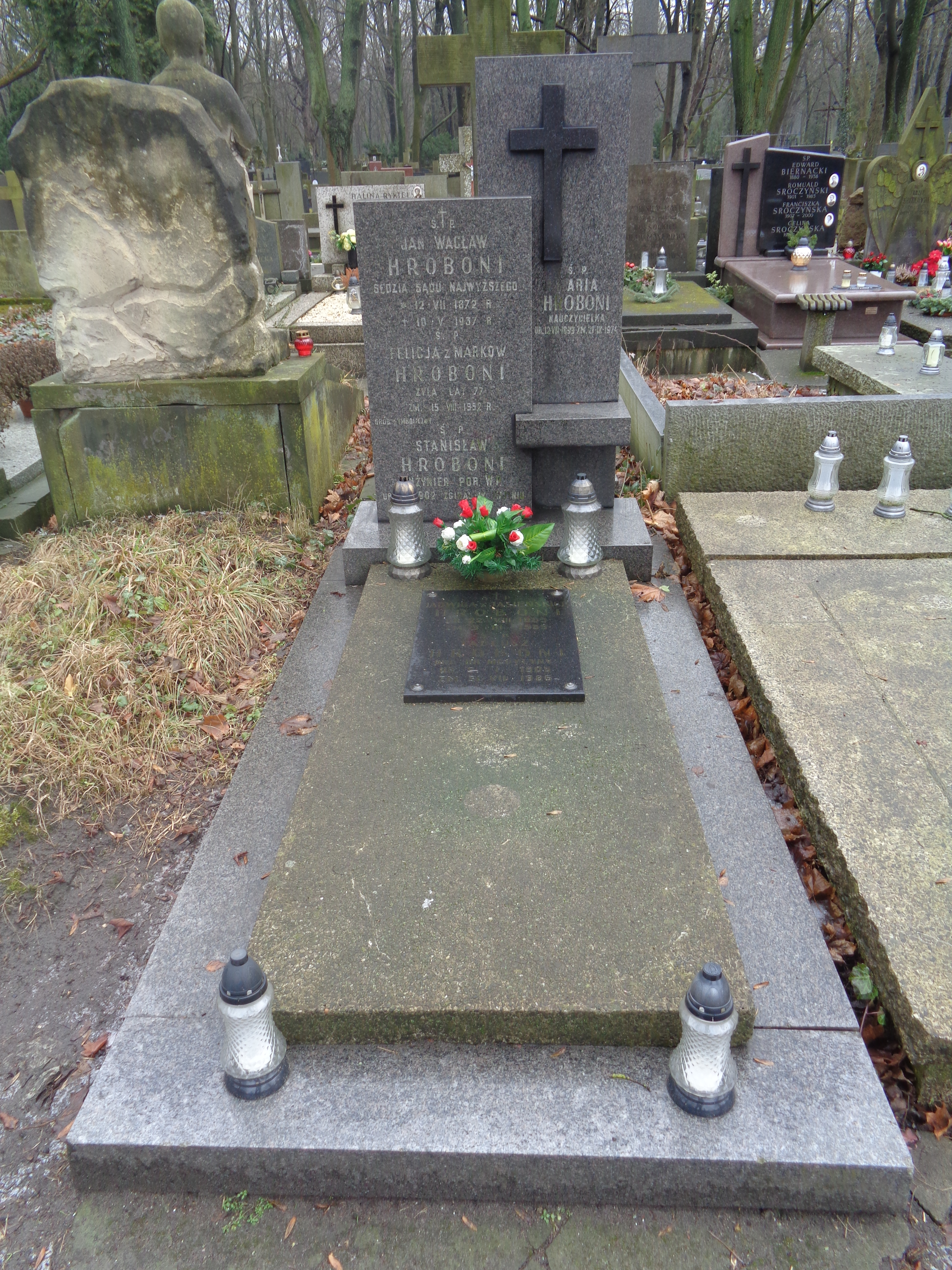
Grobowiec rodzinny Hrobonich

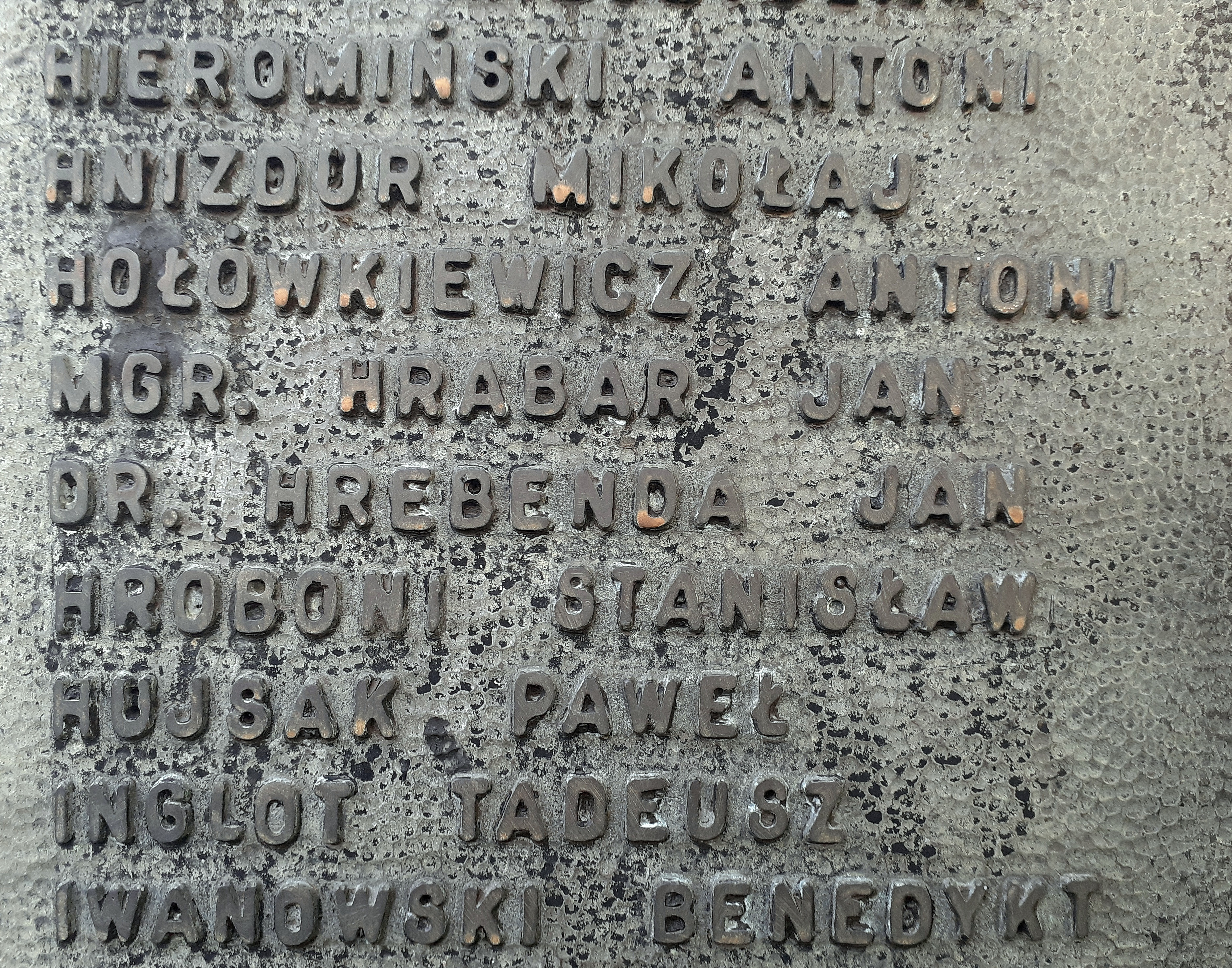
Upamiętnienie na Mauzoleum w Sanoku

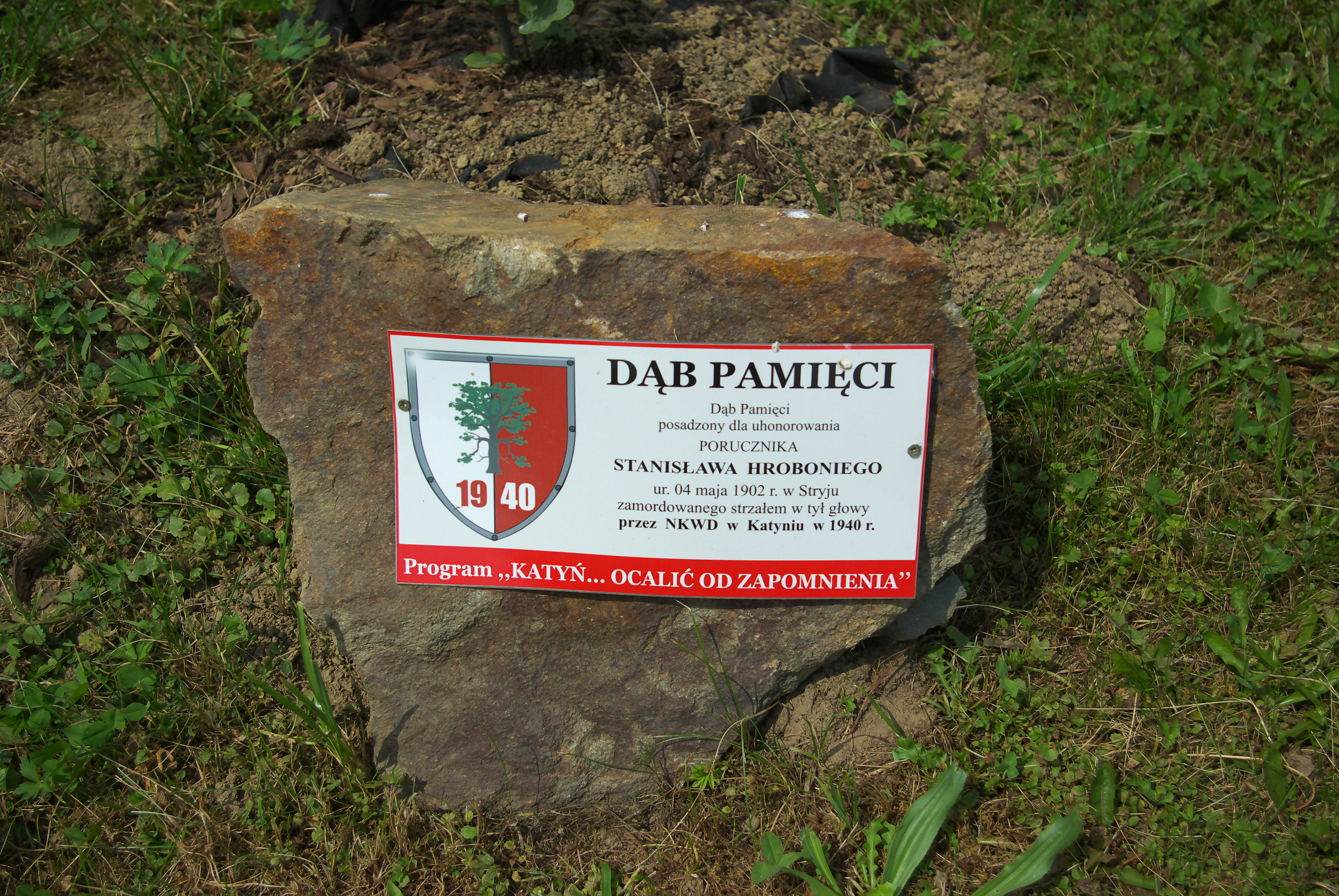
Kamień przy Dębie Pamięci honorującym Stanisława Hroboniego w Sanoku

## Życiorys
Urodził się 4 maja 1902 w Stryju jako syn Jana (1872-1937, prawnik, sędzia) i Felicji z domu Marek (zm. 1952). Miał brata Tadeusza (1905–1986, lekarz-chirurg, powstaniec warszawski), siostrę Zofię (zm. w 1917 w wieku 9 lat). Wraz z rodziną mieszkał w Sanoku przy ulicy Jana III Sobieskiego nr 207 (pod tym samym adresem zamieszkiwała rodzina Zygfryda Gölisa).
21 czerwca 1921 zdał egzamin dojrzałości w Państwowym Gimnazjum w Sanoku (w jego klasie byli Józef Lubowiecki, Józef Skoczyński, Józef Stachowicz). Podczas nauki szkolnej był ochotnikiem Wojska Polskiego w wojnie polsko-bolszewickiej. Był harcerzem sanockiego hufca, drużynowym I Drużyny im. hetmana Stanisława Żółkiewskiego w Sanoku (jego następcą na tym stanowisku był jego brat Tadeusz). Został absolwentem Politechniki Lwowskiej z tytułem inżyniera mechanika. Podczas studiów należał do Akademickiego Koła Sanoczan we Lwowie (należeli do niego także m.in. Józef Stachowicz, Walerian Bętkowski, Maria Myćka, Józef Kucharski, Marian Strzelbicki, Julian Puzdrowski). W 1931 ukończył kurs w Batalionie Podchorążych Rezerwy Piechoty w Biedrusku. Został mianowany do stopnia podporucznika ze starszeństwem z dniem 1 stycznia 1933 (lok. 323). Został przydzielony do 19 pułku piechoty Odsieczy Lwowa.
Zamieszkiwał w Głownie, był kawalerem.
Po wybuchu II wojny światowej i agresji ZSRR na Polskę w dniu 17 września, został aresztowany przez Sowietów, po czym był przetrzymywany w obozie w Kozielsku, skąd został przetransportowany do Katynia i rozstrzelany przez funkcjonariuszy Obwodowego Zarządu NKWD w Smoleńsku oraz pracowników NKWD przybyłych z Moskwy na mocy decyzji Biura Politycznego KC WKP(b) z 5 marca 1940. Jest pochowany na terenie obecnego Polskiego Cmentarza Wojennego w Katyniu.

## Upamiętnienie
Podczas „Jubileuszowego Zjazdu Koleżeńskiego b. Wychowanków Gimnazjum Męskiego w Sanoku w 70-lecie pierwszej Matury” 21 czerwca 1958 nazwisko Stanisława Hroboniego zostało wymienione w apelu poległych w obronie Ojczyzny w latach 1939–1945 oraz na ustanowionej w budynku gimnazjum tablicy pamiątkowej poświęconej poległym i pomordowanym absolwentom gimnazjum.
W 1962 Stanisław Hroboni został upamiętniony wśród innych osób wymienionych na jednej z tablic Mauzoleum Ofiar II Wojny Światowej na obecnym Cmentarzu Centralnym w Sanoku.
Został symbolicznie upamiętniony na grobowcu rodzinnym na Cmentarzu Powązkowskim w Warszawie.
5 października 2007 roku Minister Obrony Narodowej Aleksander Szczygło mianował go pośmiertnie do stopnia porucznika. Awans został ogłoszony 9 listopada 2007 roku, w Warszawie, w trakcie uroczystości „Katyń Pamiętamy – Uczcijmy Pamięć Bohaterów”.
8 października 2012 r., w ramach programu „Katyń... Ocalić od zapomnienia”, w tzw. Alei Katyńskiej na Cmentarzu Centralnym w Sanoku został zasadzony Dąb Pamięci upamiętniający Stanisława Hroboniego.